# Монте Скијави (Виченца)
Монте Скијави је насеље у Италији у округу Виченца, региону Венето.
Према процени из 2011. у насељу је живело 46 становника. Насеље се налази на надморској висини од 235 м.